# Prix allemand de l'avenir
Le prix allemand de l'avenir (Deutscher Zukunftspreis) est une distinction allemande récompensant des prestations exceptionnelles en matière d'art, d'économie, de technique ou de recherche scientifique. L'utilité, l'originalité, la puissance innovatrice et la création d'emplois sont pris en compte pour décerner le prix.
Le prix existe depuis 1997 et est doté d'une somme de 250 000 euros. Le Deutscher Zukunftspreis est remis annuellement par le président de la République fédérale. Le jury est composé de représentants d'organisations scientifiques renommées.

## Les lauréats et leurs projets
| Année | Lauréats | Projet |
| ----- | --- | --- |
|       | | |
| 2016  | Manfred Curbach, Chokri Cherif (de), Peter Offermann – Université technique de Dresde | Le carbonbeton (de), un matérieu fascinant, économique, doux et beau.                                              |
|       | | |
| 2014  | Stephanie Mittermaier et Peter Eisner (Institut Fraunhofer pour les procédés et le conditionnement industriels de Freising (de)) et Katrin Petersen (Prolupin GmbH, Grimmen)                                            | Identification et suppression des liaisons chimiques responsables des arômes amers du lupin.                       |
|       | | |
| 2007  | Klaus Streubel, Stefan Illek, Osram Opto Semiconductors GmbH, Regensburg, Andreas Bräuer, Fraunhofer-Institut für Angewandte Optik und Feinmechanik (IOF), Iéna                                                         | Cristaux lumineux - Les diodes luminescentes envahissent notre quotidien                                           |
|       | | |
| 2006  | Stefan Hell, Institut Max-Planck de chimie biophysique, Göttingen | Microscope STED |
|       | | |
| 2005  | Friedrich Boecking, Klaus Egger, Hans Meixner, Robert Bosch GmbH, Stuttgart, Siemens VDO Automotive AG, Regensburg | Injection Piezo: nouvelle technique pour des moteurs diesel et essence plus propres et plus économiques            |
|       | | |
| 2004  | Rainer Hintsche, Walter Gumbrecht, Roland Thewes, Institut Fraunhofer pour la technologie du silicium, Itzehoe (Schleswig-Holstein) Siemens AG, Power & Sensor Systems, Corporate Technology, Erlangen Infineon, Munich | Laboratoire sur puce - Technologie électronique                                                                    |
|       | | |
| 2003  | Kazuaki Tarumi, Melanie Klasen-Memmer, Matthias Bremer, Merck KGaA, Darmstadt | Plus légers, plus lumineux, plus rapide, cristaux liquides pour écrans de télévision plats                         |
|       | | |
| 2002  | Maria-Regina Kula, Martina Pohl, Institut pour la technologie des enzymes de l'université Heinrich-Heine de Düsseldorf dans le Centre de recherche de Juliers                                                           | Chimie douce avec catalyseurs biologiques                                                                          |
|       | | |
| 2001  | Wolfgang Wahlster, Centre de recherche allemand pour l'intelligence artificielle, Sarrebruck | Ordinateur à reconnaissance vocale comme assistant de dialogue et de traduction                                    |
|       | | |
| 2000  | Karlheinz Brandenburg, Bernhard Grill, Harald Popp, Technologie médiane électronique de des IIS-A, Ilmenau | Compression MP3 |
|       | | |
| 1999  | Peter Gruss, Herbert Jäckle, Institut Max-Planck de chimie biophysique de Göttingen | Traitement moléculaire pour les thérapies innovatrices (processus de traitement du diabète                         |
|       | | |
| 1998  | Peter Grünberg, du Centre de recherche de Jülich | Découverte de l'effet GMR permettant une plus grande densité dans la sauvegarde sur les disques durs d'ordinateurs |
|       | | |
| 1997  | Christhard Deter, LDT GmbH & Co. Laser-Display-Technologie KG, Gera | Télévision au laser                                                                                                |